# Gelitin

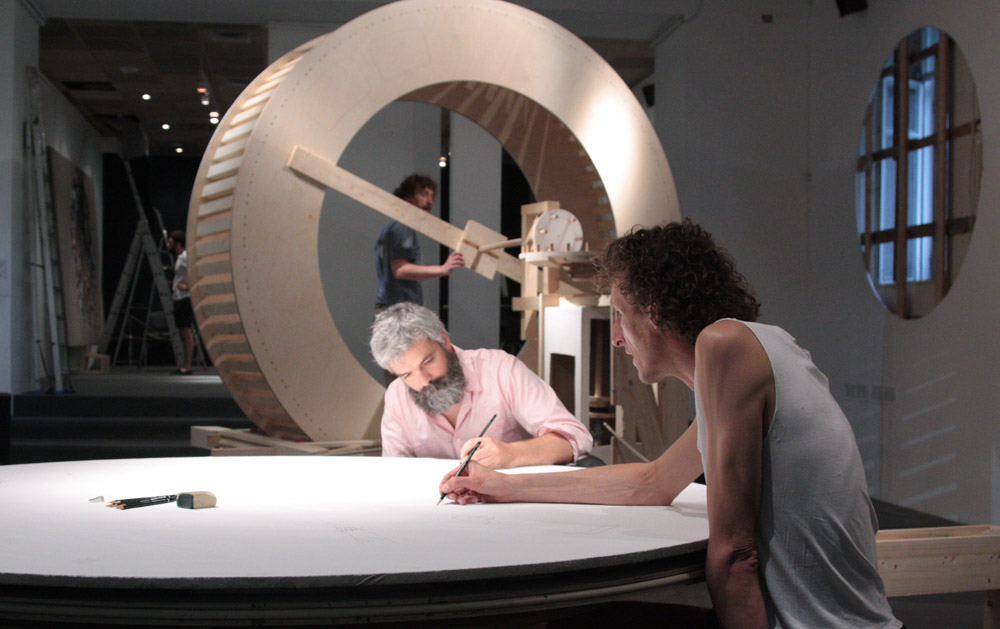
Gelitin, Moskau 2014

Gelitin, bis Ende 2005 Gelatin, ist eine österreichische Künstlergruppe, die 1993 gegründet wurde. Ihr gehören Wolfgang Gantner, Ali Janka, Florian Reither und Tobias Urban an.

## Gründung, Charakteristika
1993 fand die erste gemeinsame Ausstellung statt. Wesentliche Merkmale sind einerseits dadaistische Elemente, anderseits die Symbiose von Architektur und Skulptur. Auch die Materialwahl ist charakteristisch, oftmals sind es gefundene oder recycelte Stoffe. Die Werke sind nicht für die Ewigkeit konzipiert, sondern sind entweder aktionistischer Natur, sollen im Lauf der Zeit zerfallen oder – wie der riesige rosa Hase aus Stoff und Stroh auf einer Alm im Piemont – von Kühen gefressen werden. Es gibt einen durchgehenden Performance-Aspekt, das Publikum soll durch die Inszenierung nicht nur geschockt oder provoziert werden, es wird auch spielerisch dazu verführt, in die Arbeiten einzusteigen, an ihnen teilzuhaben. Viele der Werke sind überdimensional, auch Fäkalien werden thematisiert.
Mit den Werkzyklen Mona Lisa und Guernica waren sie 2015  Ausstellung "Wonderland"                     und mit weiteren Arbeiten im Jahr 2023 in der Ausstellung "Oesterreich - Deutschland: Malerei von 1970 - 2020" in der Albertina Modern vertreten.
Werke sind in zahlreichen Sammlungen vertreten, beispielsweise in der Sammlung Essl.